# Tramway de Roanne
Le tramway de Roanne est un ancien réseau de tramway, aujourd'hui disparu. Après plusieurs tentatives infructueuses visant la mise en place d'un service de tramways hippomobiles au cours de la deuxième moitié du XIXe siècle, le réseau de tramway électrique fonctionne à Roanne (Loire) entre 1901 et 1949.

## Histoire

### Le temps des omnibus
En 1848, un entrepreneur, M. Debiesse, crée un service d'omnibus reliant la place de la Voirie (actuelle place Louis-Flandre) et le Renaison, au moyen d'une voiture hippomobile à impériale, lourde et bruyante, qui n'obtient qu'un succès relatif.
En 1858, MM. Colombat et Yvonnet, de la société Favre et Cie, tentent la mise en service d'un tramway hippomobile reliant la gare de Roanne, qui venait d'être créée, au centre de la ville. Là encore, cette tentative n'est pas un succès.

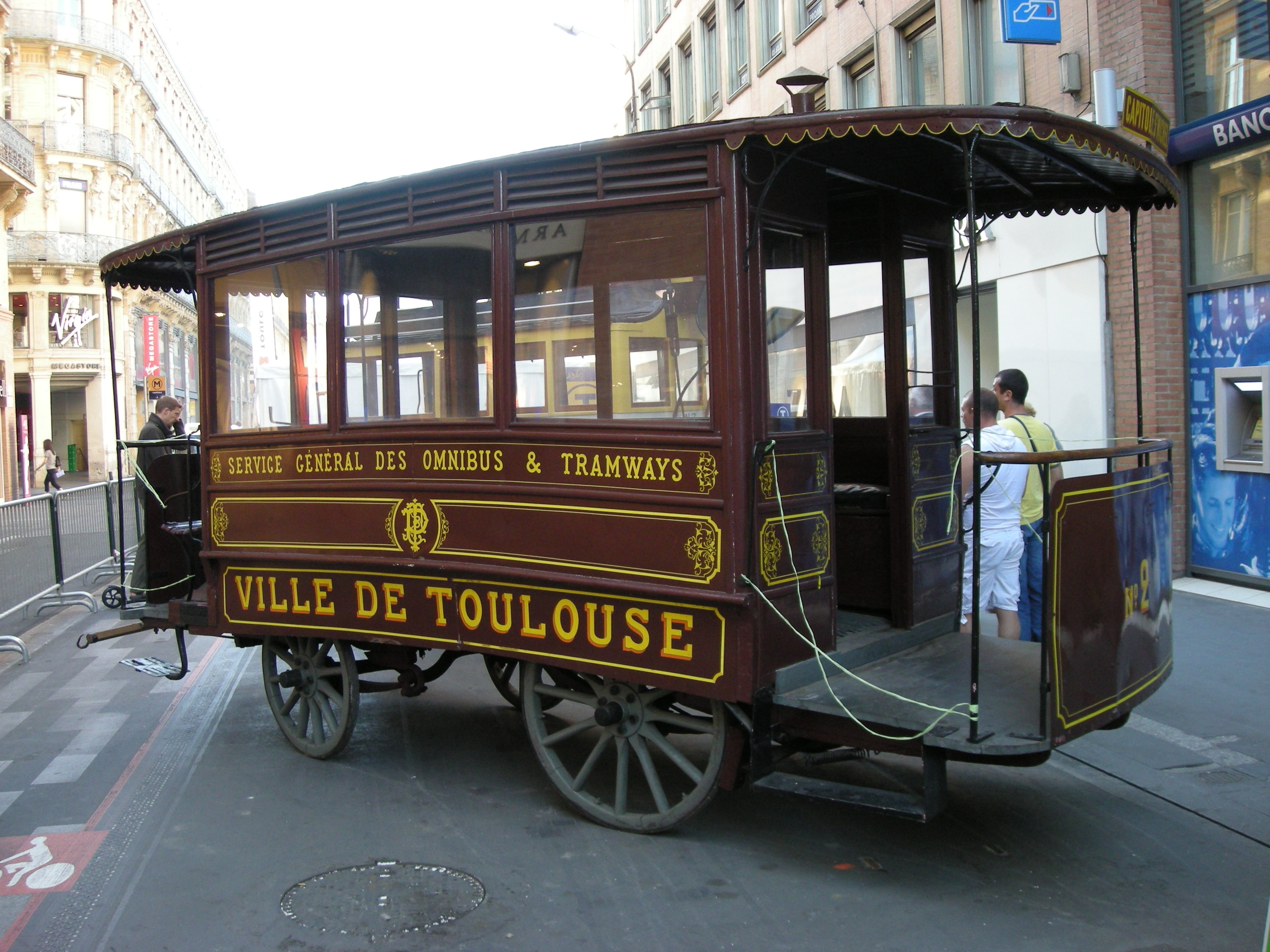
Un car Ripert toulousain, comparable à ceux qui circulent à Roanne à partir de 1887.

Une troisième tentative est le fait de Pierre Farcat, qui crée un service d'omnibus au moyen de cars Ripert, grâce à une autorisation municipale du 17 janvier 1887. Les deux lignes de ce service sont inaugurées le 1er avril 1887 et relient :
- Le pont du Coteau au faubourg Mulsant.
- Le faubourg de Saint-Clair au faubourg de Paris.

L'entreprise est cédée à la veuve Raffin fin 1887, qui fait condamner la ville de Roanne par la justice pour non-respect des clauses conclues avec son prédécesseur. Elle revend ses droits à M. Paillasson[Quand ?]. Ce réseau est alors concurrencé par un autre service d'omnibus, celui des frères Denis, engendrant d'importants conflits. Cette situation amène la ville à résilier les autorisations de stationnement et à décider la création d'un réseau de tramway électrique municipal.

### Les tramways électriques

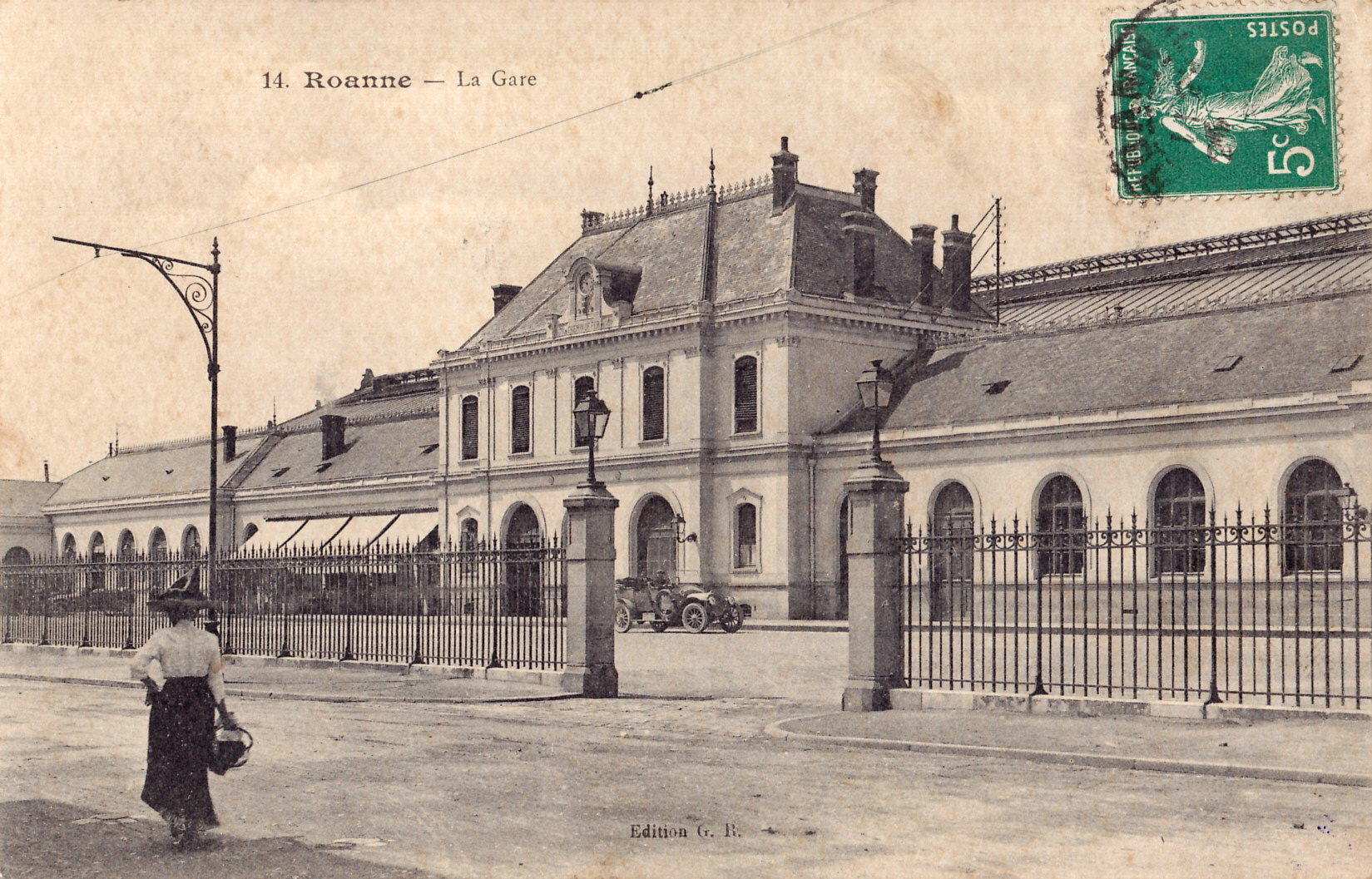
La voie du tramway devant la gare de Roanne.

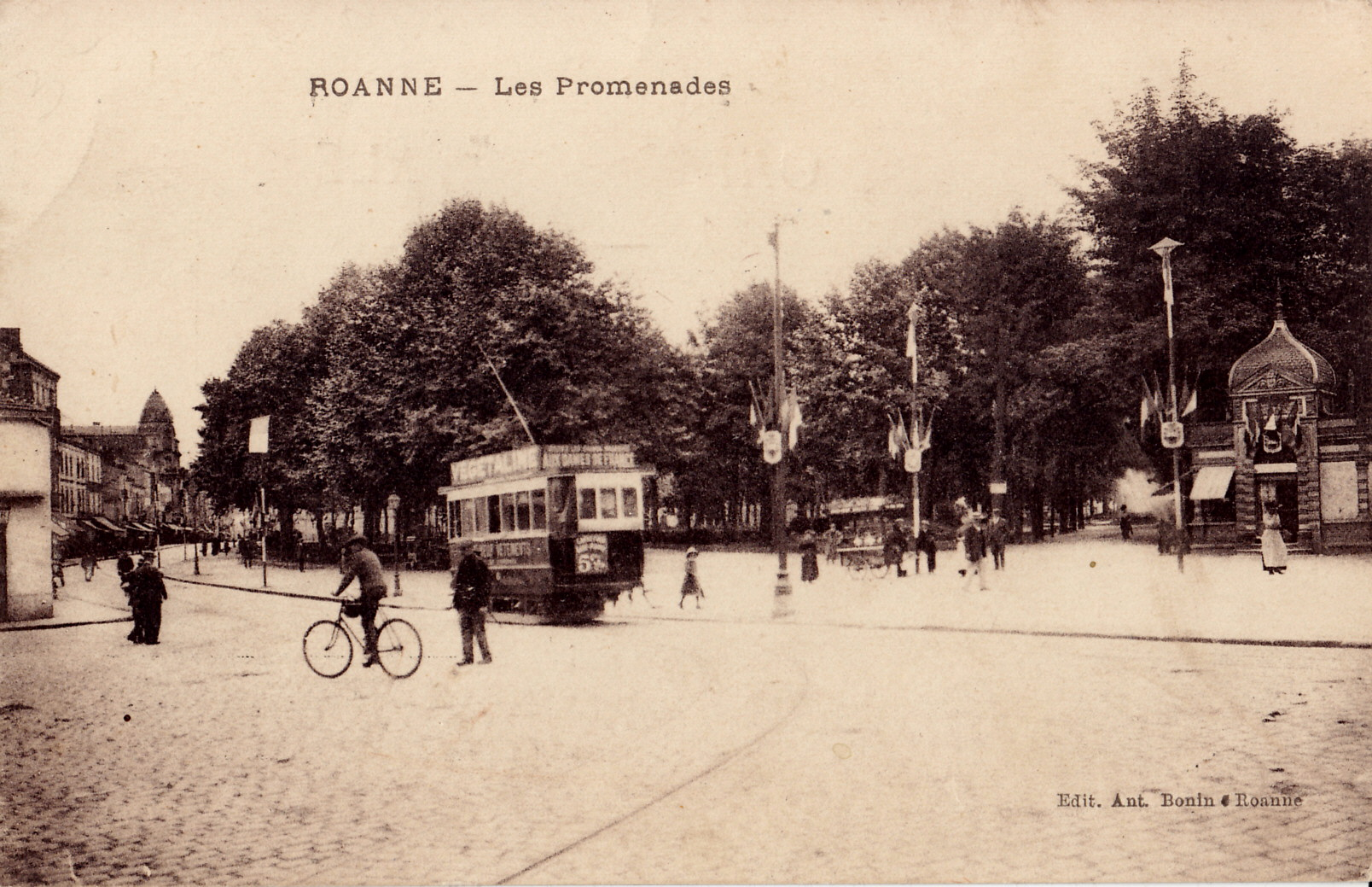
Tramway à la Place des promenades.
Une navette s'engage sur l'embranchement de la Gare.

Un réseau de deux lignes et trois embranchements à voie métrique a été concédé le 24 avril 1901 à  la Compagnie des tramways électriques de Roanne, représentée par son administrateur, M. Albert Mathieu. Le siège de cette compagnie se trouve à Lyon, au 26 de la rue de la République, et la durée de la concession est fixée à cinquante ans.
La concession prévoit les lignes et embranchements suivants, suivant la toponymie et les odonymes de l'époque : 
- Ligne 1 : De l'octroi des canaux à la gare Paris-Lyon-Méditerranée au Coteau, par la rue Mulsant, les Promenades Populle, la rue de la Côte, la rue Nationale, la place Dorian, la place de la Loire, le pont sur la Loire et la grande rue du Coteau.
- Ligne 2 : De l'octroi Saint-Clair à l'octroi du Calvaire, par la rue Saint-Clair, la rue de Clermont, la place Saint-Louis, la rue Brison, la place Saint-Jean, la rue de la Sous-Préfecture, la rue du Lycée, la rue et la place Saint-Étienne, la rue Mably, la place de la Voirie et la rue de Paris.
- Embranchement no 1 :  Réunissant la ligne no 1 à la gare Paris-Lyon-Méditerranée de Roanne par le cours de la République.
- Embranchement no 2 :  Réunissant l'embranchement no 1 à la ligne no 2 par le cours Gambetta et la rue de Cadore.
- Embranchement no 3 :  Réunissant la ligne no 2 à l'entrée du cimetière de Roanne par le chemin du cimetière[3].

Le réseau est mis en service le 1er janvier 1901.
Compte tenu des besoins de déplacement induits par la création de l'arsenal de Roanne pendant la Première Guerre mondiale, une ligne supplémentaire de 5 km de long est construite, reliant l'entrée de l'arsenal à la gare de Roanne. Le 19 mai 1917, le conseil municipal de Roanne examine la demande du directeur de l'arsenal en date du 14 avril pour la prolongation de la ligne du tramway Saint-Clair (faubourg Clermont) cimetière, jusqu'à l'arsenal.
Le décret du 2 avril 1920 autorise la compagnie à vendre le matériel de son usine électrique, le réseau étant sans doute désormais alimenté par le réseau public, à condition d'utiliser les recettes pour étendre ou améliorer le réseau et ses installations.
Les deux lignes de la concession (dites « réseau urbain ») disparaissent en 1935. La ligne de l'arsenal cesse d'être exploitée le 28 novembre 1949, remplacée par des autobus.
À ce titre, le tramway est le lointain ancêtre de l'actuel service de transport urbain STAR, mis en œuvre par la communauté d'agglomération Roannais Agglomération.

## Infrastructure

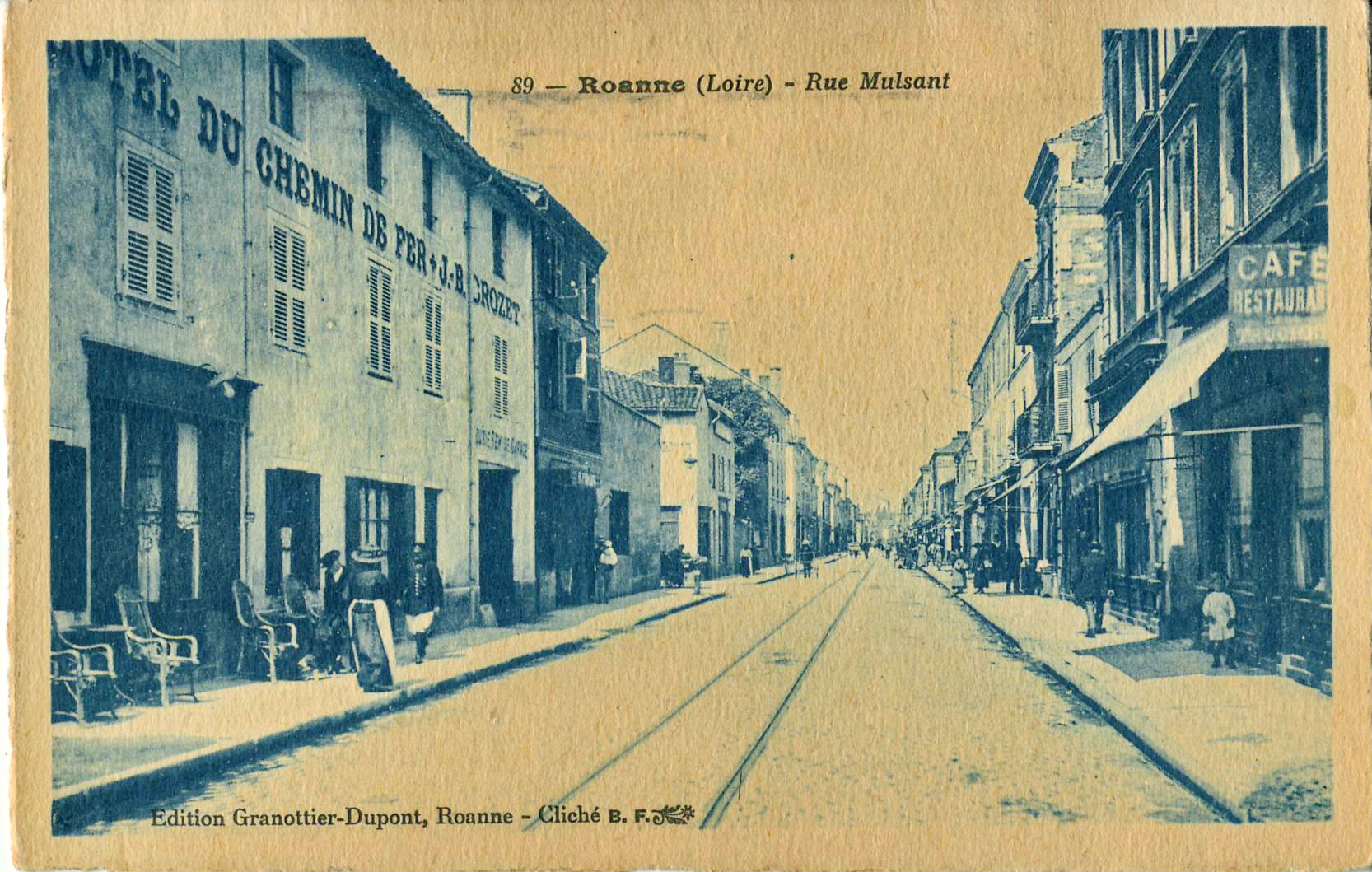
La voie unique du tramway implantée au milieu de la rue Mulsant, sans doute à la fin des années 1930.

Le réseau, à voie unique et métrique, a d'abord fait 7 km de long. Puis, en 1917 et à la demande du directeur de l'arsenal de Roanne, le réseau est prolongé par une troisième ligne parcourant 5 km et reliant son établissement à la gare de Roanne. Le réseau atteint alors 12 km de longueur.

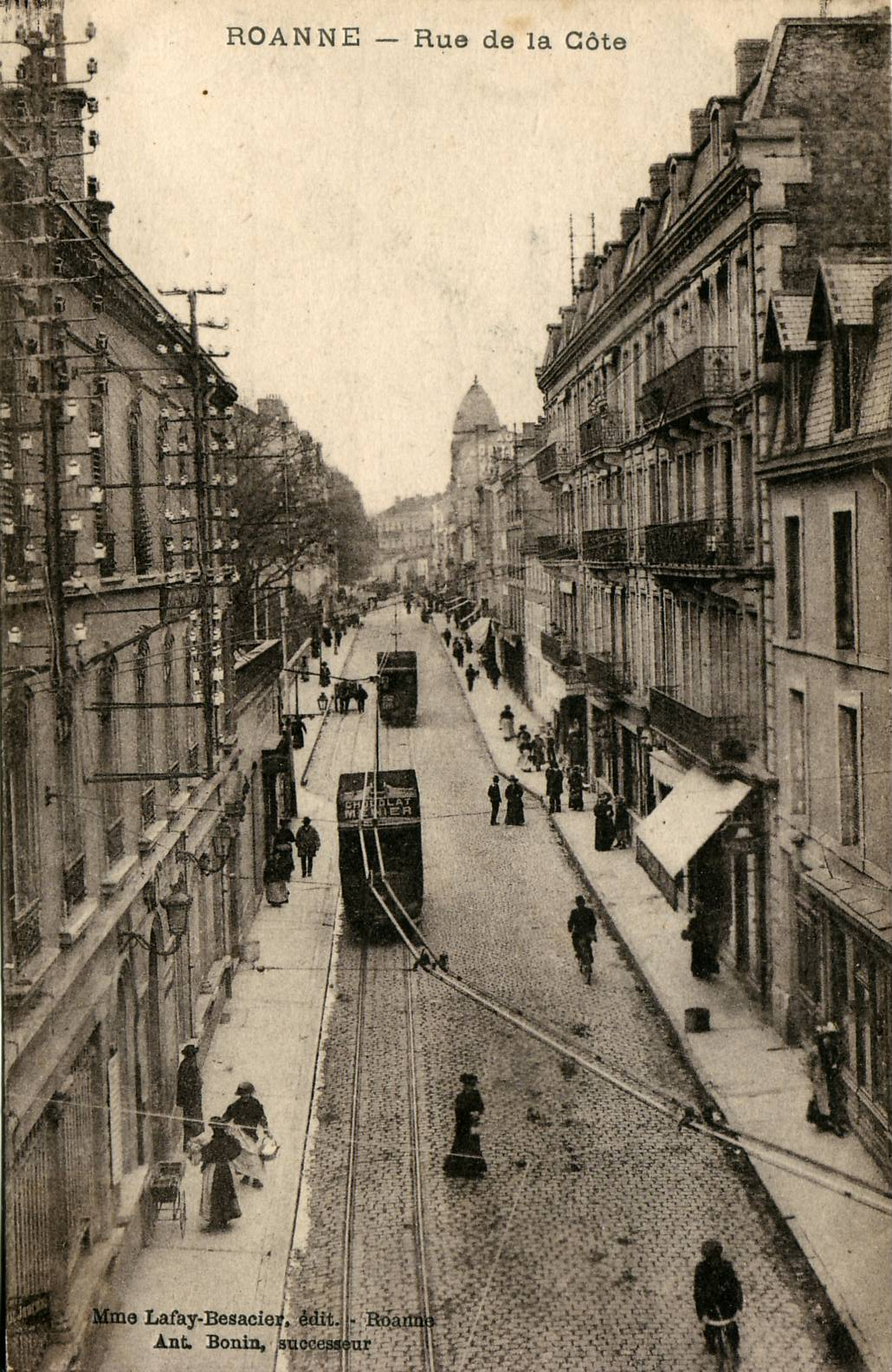
Le tramway de Roanne, rue de la Côte, au début du XXe siècle.
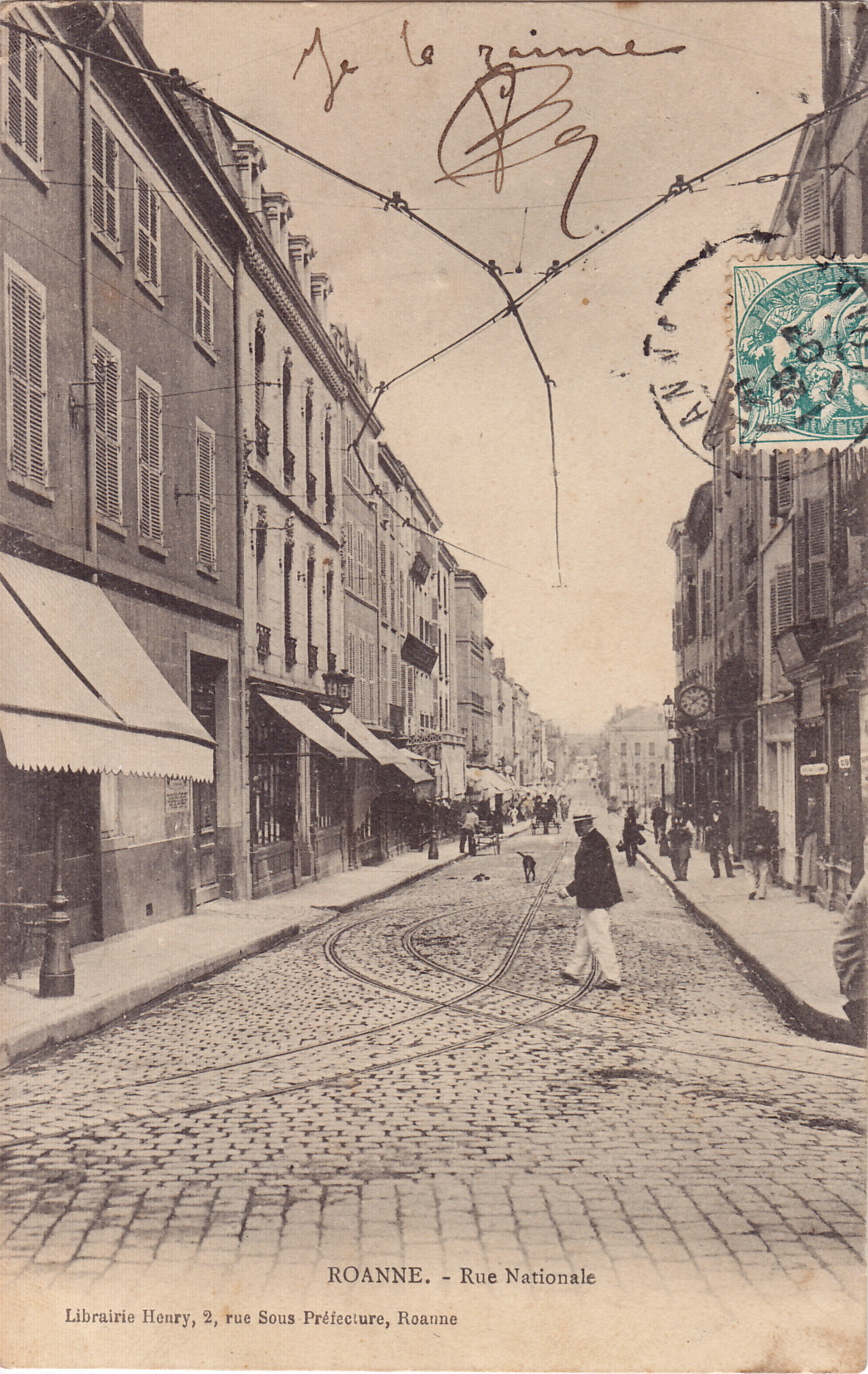
Les voies occupent tout l'espace de la rue Nationale pour permettre de tourner dans le carrefour situé derrière le photographe.
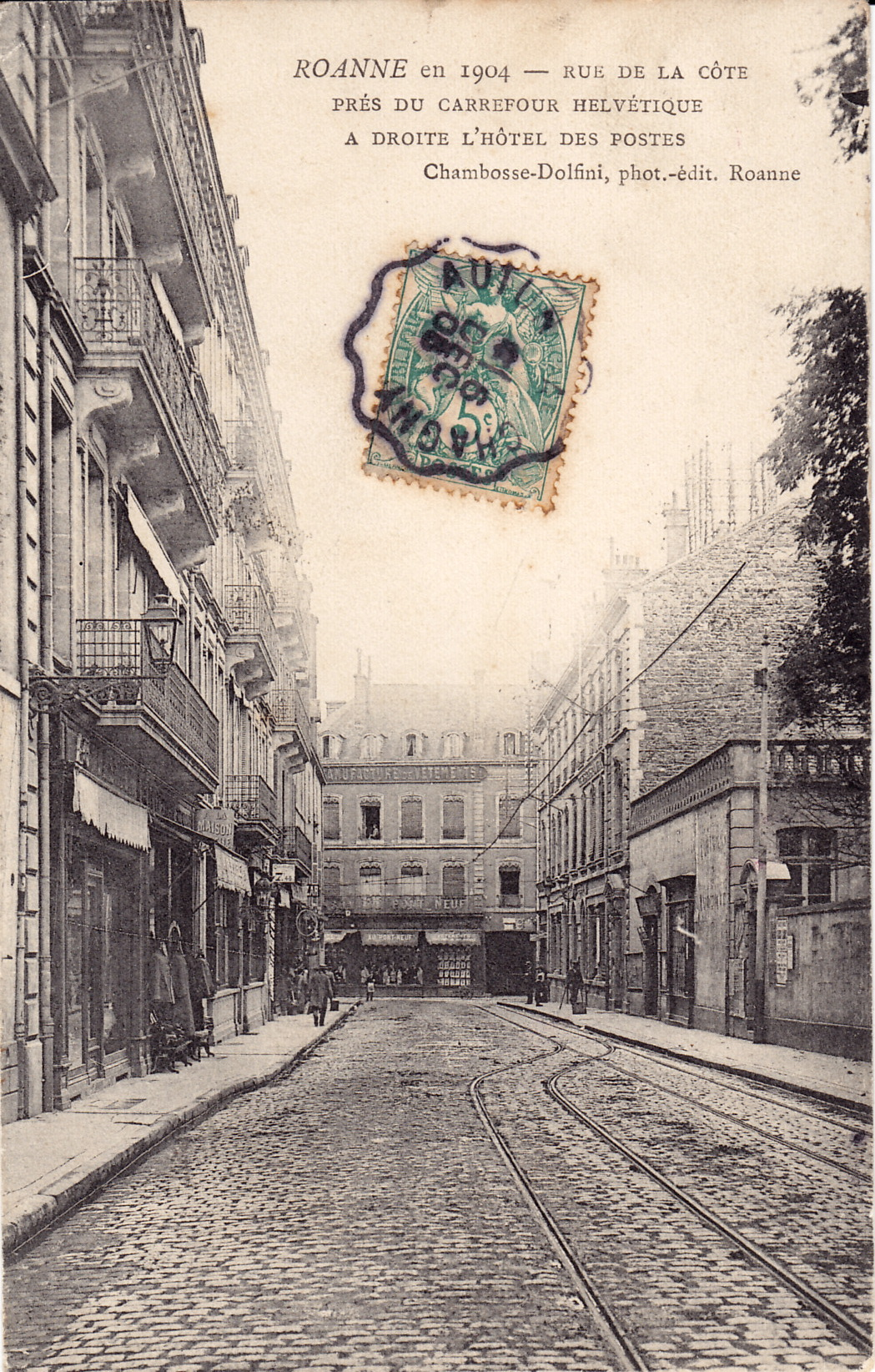
Évitement, rue de la Côte.

### Lignes
- Les Canaux - Gare du Coteau.
- Saint-Clair - Cimetière.
- Arsenal - Gare de Roanne (à partir de 1917), via le boulevard Baron-du-Marais et la rue Carnot.

Les deux premières lignes se croisent au carrefour Helvétique.

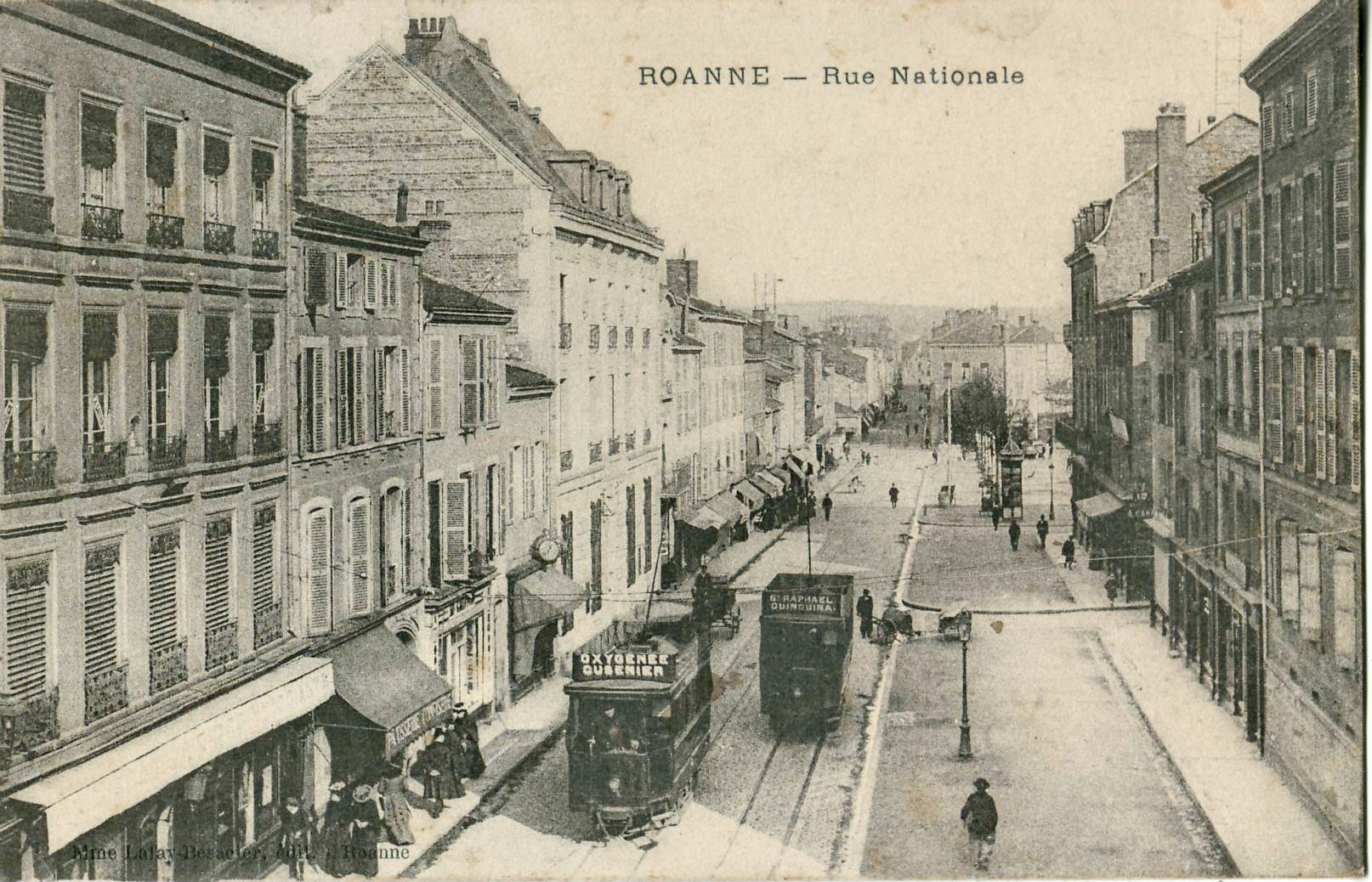
Croisement de deux tramways, rue Nationale.
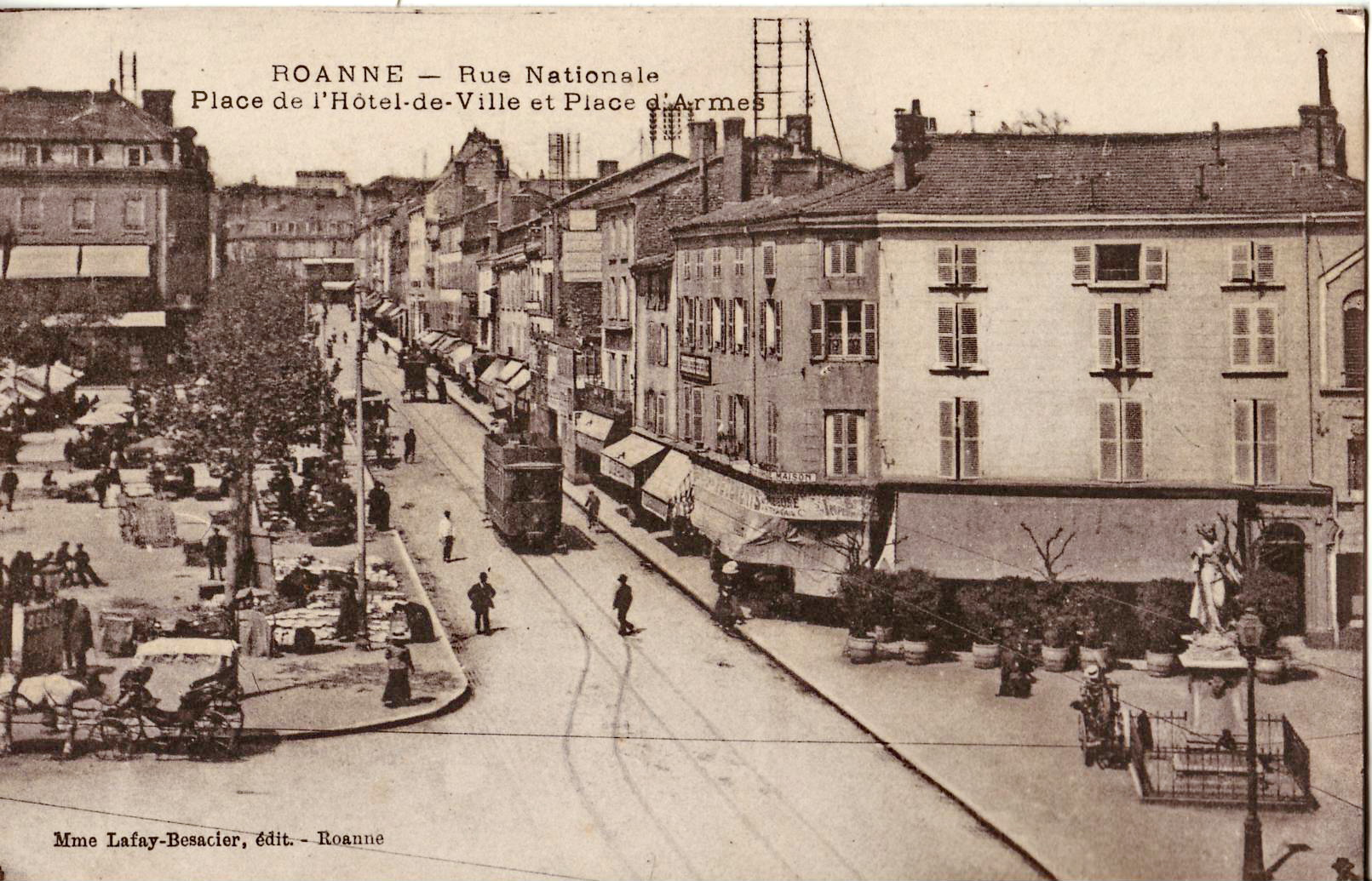
La rue Nationale, la place de l'Hôtel-de-Ville et la place d'Armes.
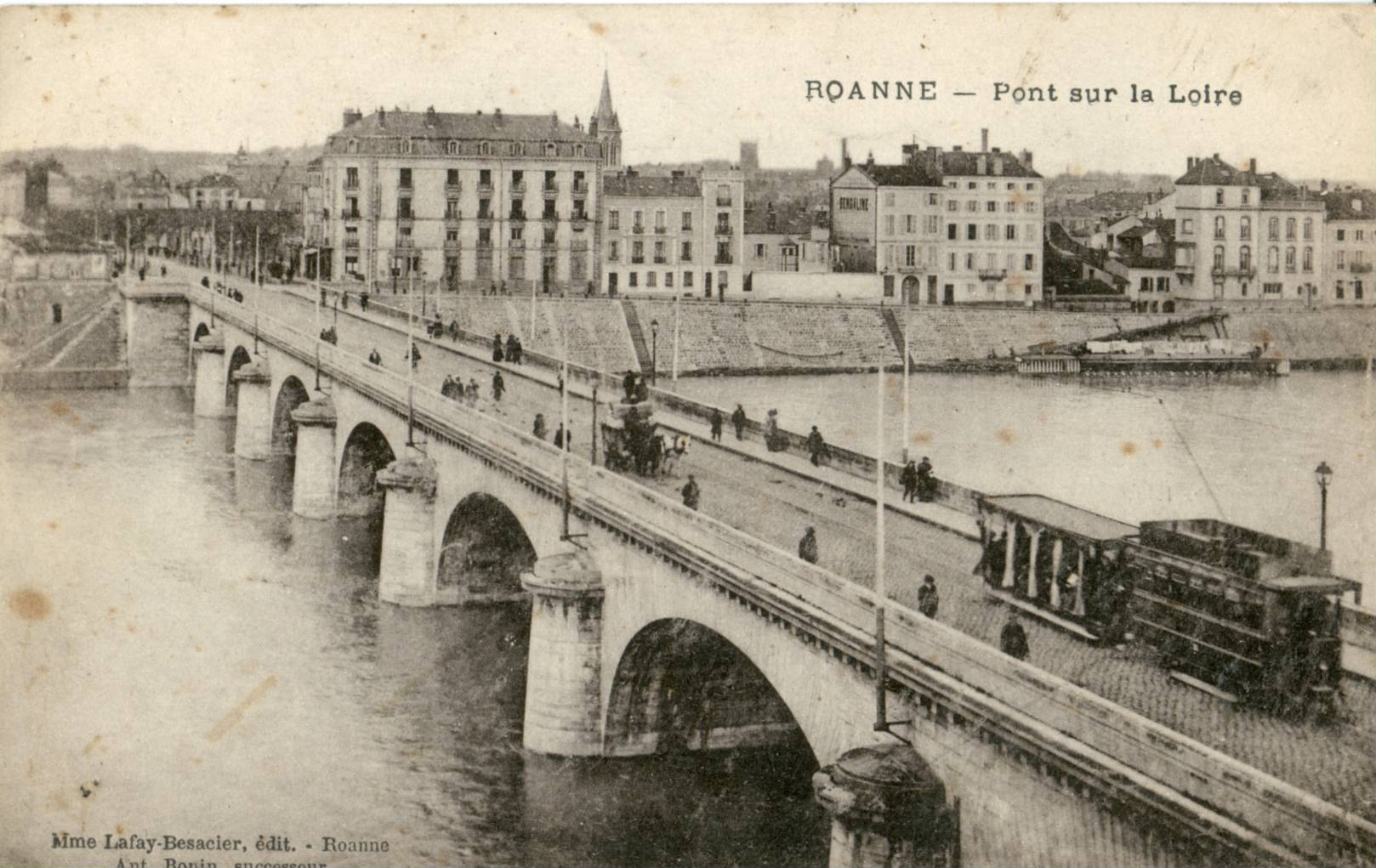
Tramway et baladeuse, sur le pont sur la Loire.
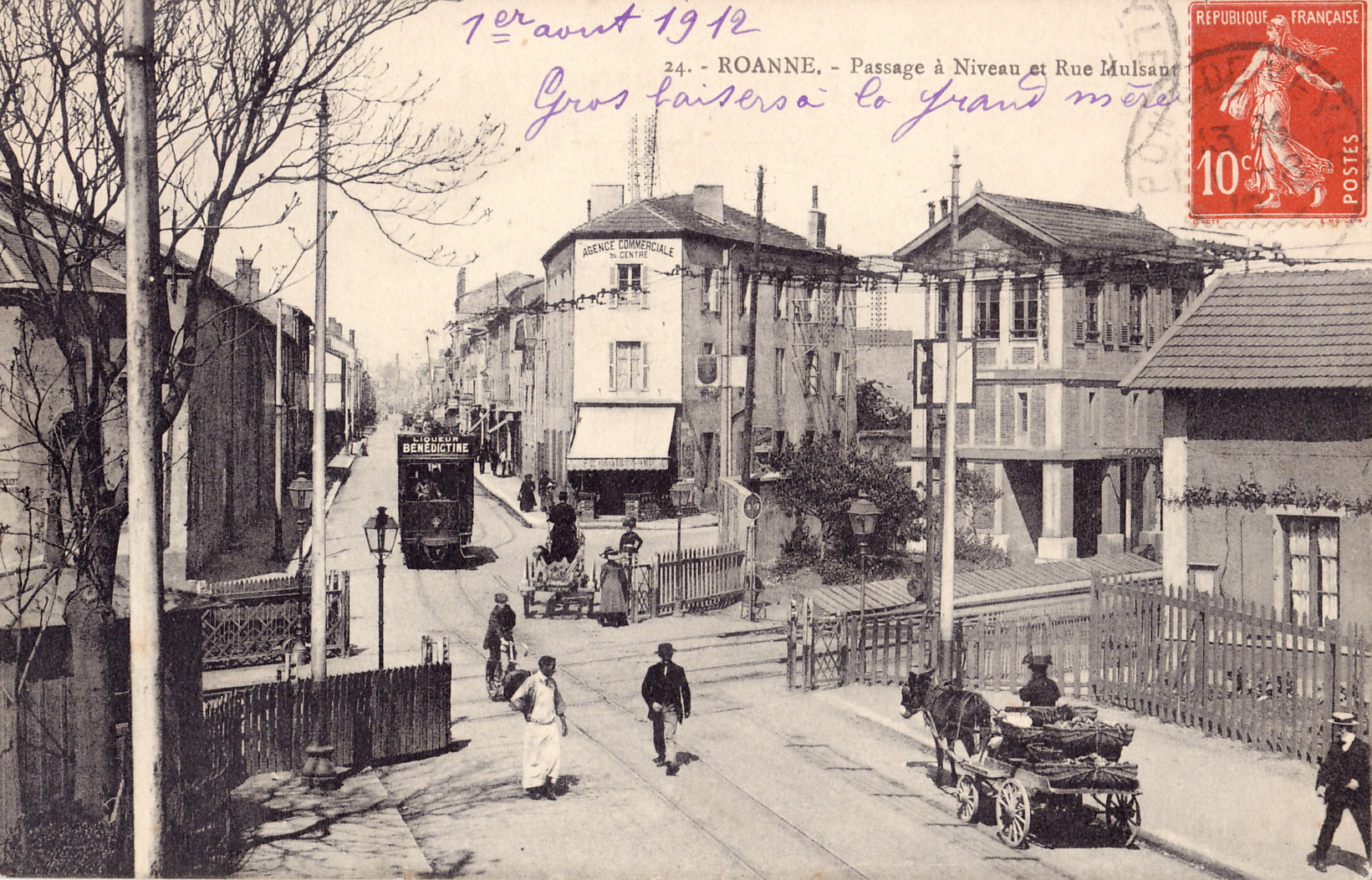
Tramway s’apprêtant à franchir le passage à niveau de la rue Mulsant.

## Exploitation

### Matériel roulant
Le matériel roulant du réseau est constitué à son origine de :
- Onze motrices à deux essieux et plateformes d'extrémité ouvertes, de trente-six places (seize assises, vingt debout).
- Six remorques ouvertes à deux essieux[1].

En 1928, le parc du matériel était constitué de quatorze automotrices, sans compter les quatre appartenant à l'arsenal (ces dernières sont de type H du réseau de Saint-Étienne auquel elles avaient été achetées) et seize remorques.